# BAP

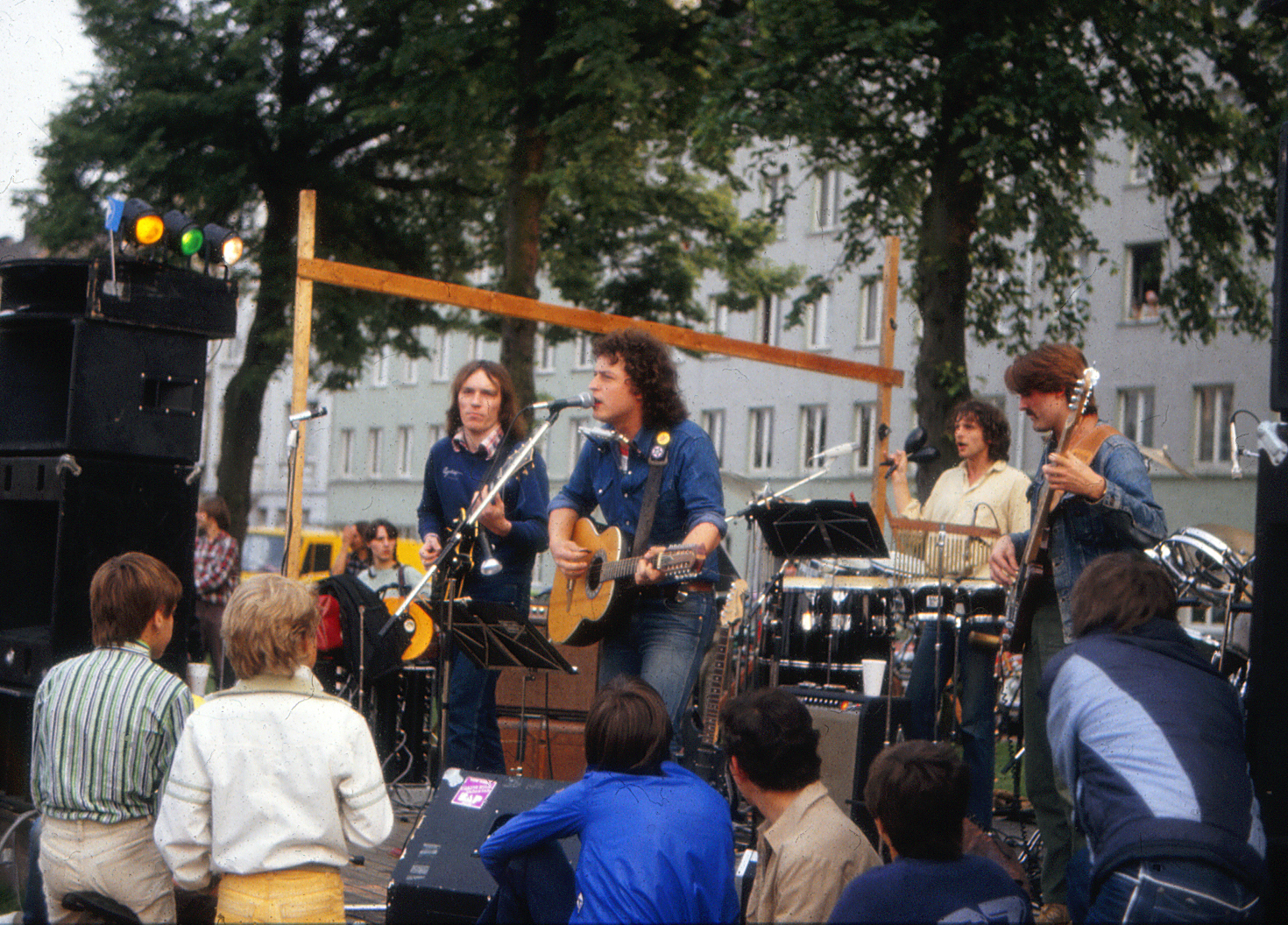
BAP Open Air concert (1980)

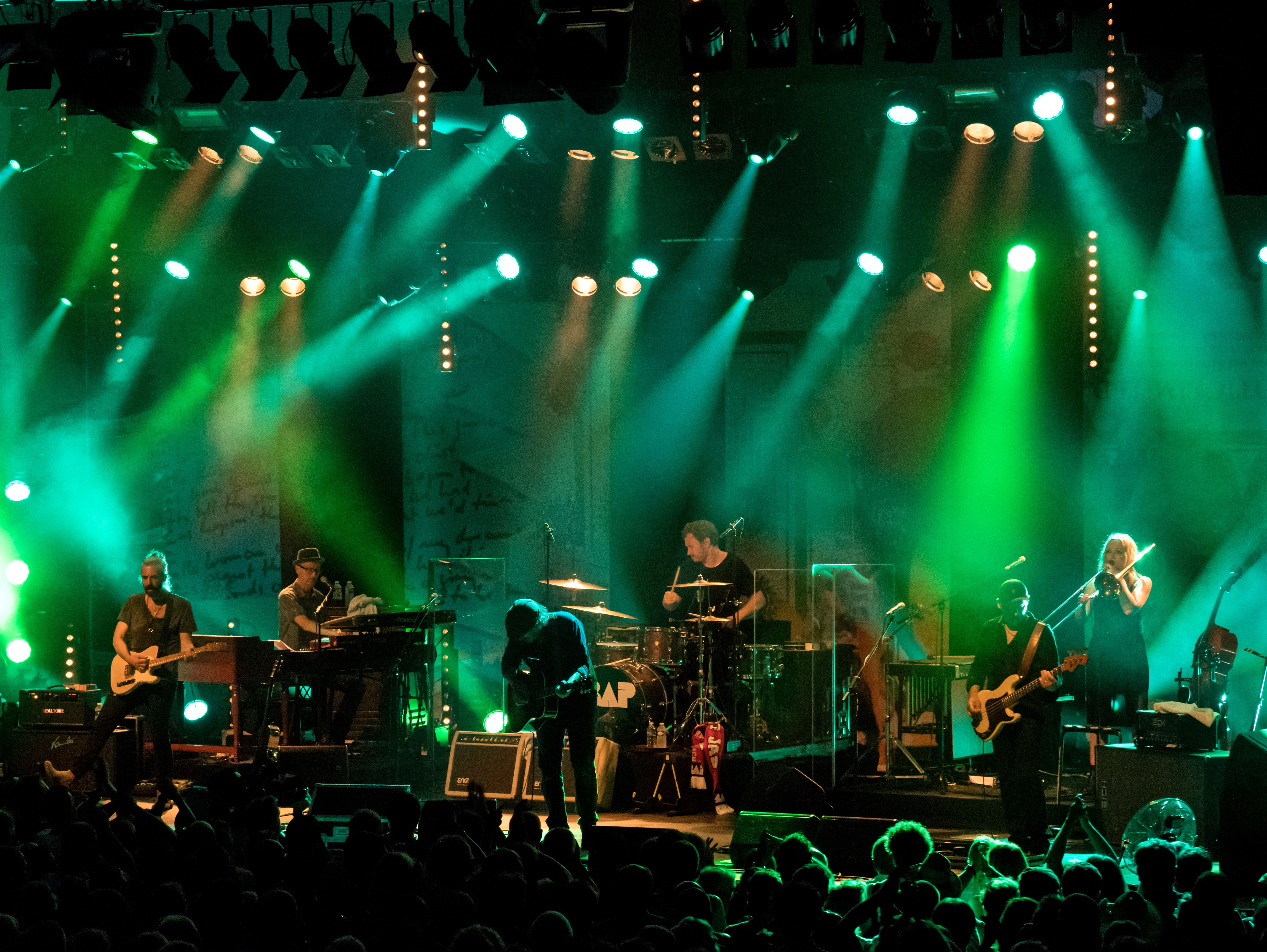
Zelt-Musik-Festival 2016 Freiburg, Duitsland

BAP is een van de bekendste Duitse rockbands. De band komt uit Keulen en zingt ook in het Keuls; dit met invloeden uit het dialect van de Duitse Eifel. De muziek is zowel qua stijl als inhoudelijk geïnspireerd op hun voorbeelden Bob Dylan, de Rolling Stones en de Kinks. Ook Bruce Springsteen met wie de zanger en voorman van BAP Wolfgang Niedecken bevriend is, geldt als inspiratie. De in Nederland bekendste nummers zijn "Kristallnaach" van het album Vun drinne noh drusse (1982) en "Verdamp lang her" van het album Für usszeschnigge! (1981).

## Geschiedenis
De band rond voorman Wolfgang Niedecken bestaat sinds 1976. De bandnaam 'BAP' (Keuls voor papa) is van de bijnaam van Niedecken afgeleid. De grootste successen beleeft de groep in de jaren tachtig, vooral nadat gitarist Klaus Heuser (1957) alias 'Major Healey' de gelederen versterkt, in 1980. Klaus Heuser blijkt een begenadigd songwriter te zijn en schrijft tussen 1980 en 1999 bijna alle songs voor BAP. Tussen  intellectueel en tekstschrijver Wolfgang Niedecken en rock-gitarist en songwriter Klaus Heuser ontwikkelt zich een gezonde spanning die net als bij hun voorbeelden Lennon/McCartney en Jagger/Richards tot goede muziek leidt. De rock-riffs van Klaus Heuser vormden een mooi contrast tegen de poëtische en politiek geëngageerde Wolfgang Niedecken. Deze succesformule houdt bijna twee decennia aan.
Vooral de albums Für usszeschnigge! (1981) en Vun drinne noh drusse (1982) maken BAP tot een topact, zeker in Duitsland. Met Zwesche Salzjebäck un Bier (1984) wordt het succes bestendigd. Echter, geen rockband bestaat zonder crisis. Bij de opnamen voor Ahl Männer, aalglatt in 1986 nemen de spanningen tussen, aan de ene kant Niedecken en aan de andere Heuser en de bekende producent Mack (onder andere van Queen) toe. In 1987 neemt BAP daarom een pauze. Terwijl Wolfgang Niedecken een soloplaat getiteld Schlagzeiten (1987) opneemt, vertrekt Klaus Heuser samen met Mack naar Los Angeles om het vak van muziekproducent te leren. Tevens schrijft hij daar de muziek voor wat het volgende album van BAP blijk te worden: Da Capo (1988). Wolfgang Niedecken schrijft de teksten bij Heusers muziek in Keulen. Daarna komt de band weer bij elkaar. Het album X für ’e U (1991) is weer succesvol en zeker het album Pik Sibbe (1993) is van hoge kwaliteit. In december 1995 verlaten de oudgedienden Steve Borg (bas) en Manfred Boecker (percussie) na 16 jaar de groep. Met de nieuwelingen Werner Kopal (bas), Jens Streifling (sax, gitaar, harmonica) en Mario Argandona (percussie) speelt men het album Amerika (1996) in. Dit album staat als een topper bekend. Na de tournee die volgt op de opnamen van Comics & Pin-Ups verlaat Klaus Heuser de band in 1999. Hij wordt opgevolgd door Helmut Krumminga. Wolfgang Niedecken is het enig overgebleven originele bandlid. Niedecken breng in 1995 een cd uit met Dylancovers getiteld Leopardefell. Tevens neemt hij in 2004 een cd op met de WDR Big Band uit Keulen getiteld NiedeckeNloeK, waarin Bapsongs uitgevoerd worden in een Big Band setting.
In het Heuser-loze tijdperk weet BAP het commerciële succes niet vast te houden. Toch worden met Aff un zo (2001) en Sonx (2004) redelijke albums afgeleverd. In het kader van het 30-jarige bestaan van BAP wordt in 2005 het album Dreimal zehn Jahre uitgebracht. Dit album bevat nieuw ingespeelde versies van de bekendste nummers van BAP. In mei 2008 ziet Radio Pandora in 2 versies het licht" Plugged en Unplugged, met lichte verschillen in de tracklist. Ook van de Radio Pandora Tour verschijnt een 3 dubbel Live cd: Live und in Farbe.
(Overigens wordt bij deze tournee na afloop van elk optreden een USB-stick verkocht met een zogenaamde rough-mix van het zojuist gespeelde concert.)

## Optredens
BAP is bekend van de vele optredens. Vrijwel alle albums die worden uitgebracht, worden gevolgd door een uitgebreide tournee door Duitsland en door buurlanden als Oostenrijk en Zwitserland. Ook in Nederland heeft de band een paar keer opgetreden.
In 1984 wordt een uitverkochte tournee door het toenmalige DDR door de SED verboden, vanwege de teksten van "Deshalv spill `mer he" (Daarom spelen we hier) van het album Zwesche Salzjebäck un Bier uit 1984 over de Koude Oorlog tussen Oost en West. Bijzonder is ook de tournee door China in 1987 met optredens in onder andere Peking, Shanghai en Kanton. Enkele jaren later wordt ook Rusland aangedaan. Een tournee wordt meestal afgesloten met een aantal optredens in Keulen.
Al 7 maal trad BAP op in Rockpalast. Deze concerten zijn inmiddels allemaal op dvd verkrijgbaar. In 2005 trad BAP op op Live 8 (in Berlijn). In het kader van het 30-jarige bestaan van BAP werd in 2006 en 2007 opnieuw uitgebreid getourd.
Halverwege maart 2011 publiceerde Niedecken zijn autobiografie Für 'ne Moment. Op 25 maart 2011 verscheen de laatste cd onder de naam BAP Halv su wild. 
Hierna gaat het verder onder de naam Niedeckens BAP, omdat een BAP met een vaste bezetting verleden tijd is. Hij brengt na een live-album op 15 januari 2016 weer een studio-album uit met als titel Lebenslänglich.

## Discografie

### Albums
- Wolfgang Niedecken's BAP rockt andere kölsche Leeder (1979)
- Affjetaut (1980)
- Für usszeschnigge! (1981)
- Vun drinne noh drusse (1982)
- Live - Bess demnähx... (1983) (livealbum)
- Zwesche Salzjebäck un Bier (1984)
- Ahl Männer, aalglatt (1986)
- Da Capo (1988)
- X für 'e U (1991)
- ...affrocke!! (1991) (livealbum)
- Pik Sibbe (1993)
- Wahnsinn - Die Hits von 79-95 (1995) (verzamelalbum)
- Amerika (1996)
- Comics & Pin-Ups (1999)
- Tonfilm (1999)
- Aff un zo (2001)
- Övverall (2002) (livealbum)
- Sonx (2004)
- Dreimal zehn Jahre (2005)
- Radio Pandora - Unplugged (2008)
- Radio Pandora - Plugged (2008)
- Live und in Farbe (2009) (livealbum)
- Halv su wild (2011)
- Volles Programm (2011) (livealbum)

Als Niedeckens BAP:
- Das Märchen vom gezogenen Stecker - live (2014) (livealbum)
- Lebenslänglich (2016)
- Lebenslänglich im Heimathafen Neukölln (2016) (livealbum)
- Live und deutlich (2018) (livealbum)
- Alles Fliesst (2020) (met livealbum als bonus lp / cd)
- Zeitreise / Live im Sartory (2024) (livealbum)

### Singles
| Single met eventuele hitnotering(en) in de Nederlandse Top 40 | Datum van verschijnen | Datum van binnenkomst | Hoogste positie | Aantal weken | Opmerkingen |
| ------------------------------------------------------------- | --------------------- | --------------------- | --------------- | ------------ | ----------- |
| Kristallnaach                                                 | 1982                  | 29-01-1983            | 8               | 8            |             |

### NPO Radio 2 Top 2000
| Nummer met noteringen in de NPO Radio 2 Top 2000 | '06 | '07 | '08 | '09 | '10 | '11 | '12 | '13 | '14 | '15 | '16 | '17 | '18 | '19 | '20 | '21  | '22  | '23  | '24  |
| ------------------------------------------------ | --- | --- | --- | --- | --- | --- | --- | --- | --- | --- | --- | --- | --- | --- | --- | ---- | ---- | ---- | ---- |
| Kristallnaach                                    | 320 | 208 | 606 | 314 | 347 | 376 | 537 | 562 | 490 | 473 | 634 | 663 | 970 | 892 | 994 | 1098 | 1075 | 1084 | 1073 |

1. ↑  Een vetgedrukt getal geeft de hoogste notering aan.
2. ↑  2006 was het eerste jaar met een notering voor dit nummer.